# Taedonggang-guyŏk
Taedonggang-guyŏk (koreanska: 대동강구역) är en kommun i Nordkorea.   Den ligger i provinsen Pyongyang, i den sydvästra delen av landet. Huvudstaden Pyongyang ligger i Taedonggang-guyŏk.